# Purenleon zayasi
Purenleon zayasi is een insect uit de familie van de mierenleeuwen (Myrmeleontidae), die tot de orde netvleugeligen (Neuroptera) behoort. 
Purenleon zayasi is voor het eerst wetenschappelijk beschreven door Alayo in 1968.